# Luis Gabelo Conejo
Luis Gabelo Conejo Jiménez (1 de gener de 1960) fou porter de la selecció de futbol de Costa Rica.
Va jugar en el seu país durant els anys 80, en l'equip de la seva localitat natal, San Ramón i en el Club Sport Cartaginés. També va jugar a Espanya, amb l'Albacete Balompié, on es va convertir en una figura històrica del club, en la primera meitat dels 90.
Va rebre el reconeixement internacional durant la Copa del Món de 1990. Amb una sòbria defensa de la porteria enfront d'Escòcia, Brasil, i Suècia, va ajudar a Costa Rica a arribar a la segona ronda. Va jugar 3 partits, encaixant 2 gols. En el partit contra Suècia va sofrir una lesió, fet pel qual no va jugar el partit de vuitens de final contra Txecoslovàquia, en el qual la seva selecció va ser eliminada. La revista France Football el va triar millor porter del Mundial.
En l'actualitat treballa amb la selecció de Costa Rica, com preparador de porters. En el seu país, és considerat el millor porter de la història i un dels millors futbolistes que ha exportat Costa Rica, a pesar de no haver jugat en cap dels principals clubs del país, a excepció del Cartaginés.